# 托爾奇科 (亞利桑那州)
托爾奇科（英語：Tolchico）是位於美國亞利桑那州可可尼諾縣的一個非建制地區。該地的面積和人口皆未知。

## 地理
托爾奇科的座標為35°23′36″N 111°06′29″W / 35.39333°N 111.10806°W，而該地的平均海拔高度為1423米（即4669英尺）。